# Sceloporus schmidti
Sceloporus schmidti (смарагдова ігуана Шмідта) — вид ігуаноподібних ящірок родини фриносомових (Phrynosomatidae). Мешкає в Гондурасі і Гватемалі. Раніше вважався конспецифічним з Sceloporus smaragdinus, однак за результатами досліджеень 2015 і 2018 років був визнаний окремим видом.

## Поширення і екологія
Смарагдові ігуани Шмідта мешкають на північному заході Гондурасу та на північному сході Гватемали, в горах Сьєрра-де-Омоа (на захід від річки Улуа і міста Сан-Педро-Сула) та в горах Сьєрра-Еспіріту-Санту. Вони живуть у вологих гірських тропічних лісах, на висоті від 600 до 2240 м над рівнем моря.